# Bruant pentaligne
Amphispizopsis quinquestriata
Genre
Espèce
Répartition géographique
Statut de conservation UICN

LC : Préoccupation mineure
Le Bruant pentaligne (Amphispizopsis quinquestriata) est une espèce de passereaux de la famille des Passerellidae.
Cet oiseau se répartit à travers la Sierra Madre occidentale.

## Étymologie
Son épithète spécifique, du latin quinque, « cinq », et striata, « rayure », lui a été donnée en référence au cinq lignes blanches qui partent de son bec.

## Liste des sous-espèces
Selon GBIF (30 mai 2023) :
- Amphispizopsis quinquestriata septentrionalis (van Rossem, 1934) — du sud de l'Arizona au Sinaloa
- Amphispizopsis quinquestriata quinquestriata (Sclater & Salvin, 1868) — nord du Jalisco

## Systématique
Le nom valide complet (avec auteur) de ce taxon est Amphispiza quinquestriata (P.L.Sclater & Salvin, 1868).
L'espèce a été initialement classée dans le genre Zonotrichia sous le protonyme Zonotrichia quinquestriata P.L.Sclater & Salvin, 1868,.
Ce taxon porte en français le nom vernaculaire ou normalisé suivant : Bruant pentaligne.
Son nom vernaculaire, « pentaligne », a la même origine avec le préfixe en grec ancien πέντε, pente, « cinq ».

## Publication originale
- (en + la) P. L. Sclater et Osbert Salvin, « Descriptions of New or little-known American Birds of the Families Fringillidae, Oxyrhamphidae, Bucconidae, and Strigidae », Proceedings of the Zoological Society of London, Londres, ZSL, vol. 1868,‎ 28 mai 1868, p. 322-329 (ISSN 0370-2774, OCLC 1779524, BNF 32843178, lire en ligne).